# 'Masenate Mohato Seeiso
Titre
Reine consort du Lesotho
Depuis le 18 février 2000
(25 ans et 24 jours)
 'Masenate Mohato Seeiso, aussi connue sous le nom de Karabo Mohato Bereng Seeiso (née Anna Karabo Mots'oeneng, le 2 juin 1976 à Mapoteng, district de Berea), est la reine du Lesotho depuis le 18 février 2000 par son mariage avec le roi Letsie III du Lesotho. Elle est la première roturière de l'histoire moderne à se marier au sein de la famille royale du Lesotho. Depuis qu'elle est devenue reine, elle est devenue la marraine de plusieurs organisations caritatives et s'est efforcée de promouvoir l'avancée des projets liés au VIH/SIDA.

## Biographie
La reine 'Masenate Mohato Seeiso est née Anna Karabo Motšoeneng, en 1976, à l'hôpital adventiste de Maluti à Mapoteng dans le district de Berea. Elle est la fille aînée des cinq enfants de Thekiso Motšoeneng et de son épouse 'Makarabo. Elle a été baptisée Anna dans l'Église catholique romaine. En 1990, la reine 'Masenate s'est inscrite au Machabeng International College de Maseru et y a étudié jusqu'en 1996, obtenant un certificat général international d'enseignement secondaire et un diplôme de baccalauréat international. Pendant ses études, elle participe à des travaux d'intérêt général au sein de l'Angela School for the Disabled et du Centre for the Blind. En 1997, elle s'inscrit à l'université nationale du Lesotho (NUL), où elle prépare une licence en sciences. Ses études sont interrompues par sa relation avec le roi Letsie III du Lesotho.
Elle apprend le français à l'Alliance française.
Elle rencontre pour la première fois le roi Letsie III du Lesotho en 1996, cette même année où il devient roi pour la deuxième fois (il l'avait été une première fois de novembre 1990 à janvier 1995, par un coup d’État, puis abdique en faveur de son père, Moshoeshoe II), de façon légitime cette fois, après la mort de son père dans un accident de la route,.
En octobre 1999, après deux ans d'études à l'université nationale du Lesotho, elle se fiance au roi Letsie III. Ils se marient le 18 février 2000 à Maseru. Il était le seul roi non marié d'Afrique. La cérémonie est conduite dans le Stade Setsoto par l'archevêque Bernard Mohlalisi, en présence de 40 000 personnes, y compris des personnalités tels que Nelson Mandela, Festus Mogae, Bakili Muluzi et Charles III, alors prince de Galles. C'est la première fois dans l'histoire du Lesotho moderne qu'un roi épouse une roturière.
De son union avec le roi Letsie III, elle a trois enfants :
- la princesse Senate Mary Mohato Seeiso, née le 7 octobre 2001 ;
- la princesse 'Maseeiso Mohato Seeiso, née le 20 novembre 2004 ;
- le prince Lerotholi David Mohato Bereng Seeiso, né le 18 avril 2007, prince héritier.

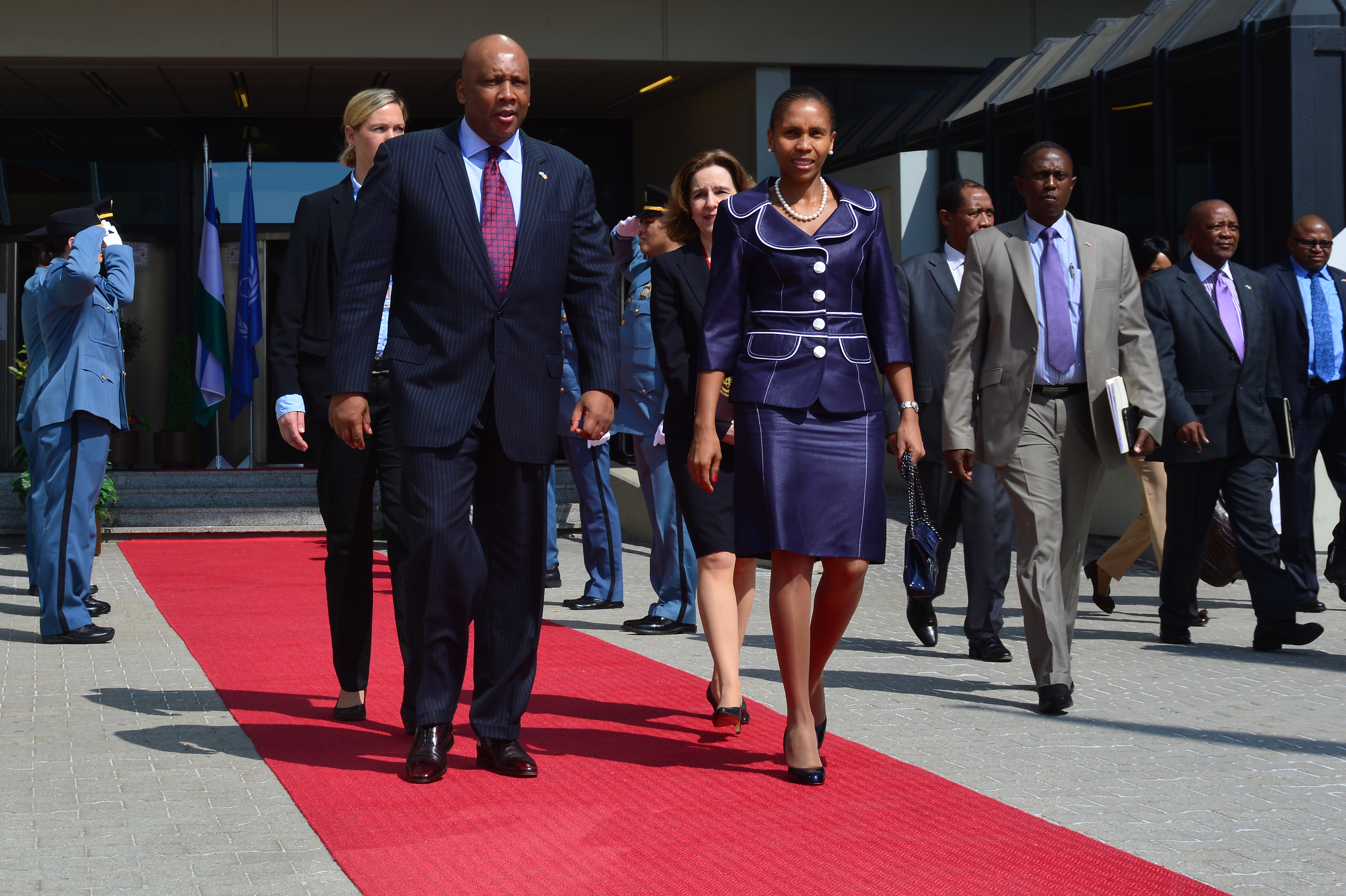
La reine 'Masenate Mohato Seeiso avec le roi Letsie III en 2013

Elle est impliquée dans divers projets caritatifs, comme la  Croix-Rouge du Lesotho.
Après le décès de la défunte reine mère 'Mamohato Bereng Seeiso en 2003, la reine 'Masenate Mohato Seeiso dirige Hlokomela Bana (Prendre soin des enfants).
Elle souhaite que le travail entrepris avec les patients atteints du VIH/SIDA soit évoqué publiquement et  participe à plusieurs programmes de sensibilisation au VIH/SIDA au Lesotho. Elle visite également divers projets de lutte contre le SIDA dans le pays, y compris des orphelinats.